# Ruben Lürsen
 (janvier 2019).
Pour les articles homonymes, voir Lürsen.
Ruben Lürsen, né le 14 février 1968 à Amstelveen, est un acteur et doubleur néerlandais.

## Carrière
Il est le frère du réalisateur Joram Lürsen.

## Filmographie

### Cinéma et téléfilms
- 1997 : Vijf uur eerder : L'ambulancier
- 1999-2006 : Spangen (nl) : Robin de Wolff
- 2003 : Het Zonnetje in Huis (nl) : Dennis
- 2003 : Liever verliefd (nl) : Ralf
- 2004 : Deining : Sem
- 2004 : Baantjer : Sjors Kroos
- 2004 : De dominee (nl) : Le pilote de voiture de course
- 2005 : Beggar : Tom
- 2005-2008 : Parels & Zwijnen (nl) : Rudy Teeuwe
- 2006 : Intensive Care (nl) : Jan-Willem Goorhuis
- 2008-2009 : Goede tijden, slechte tijden : Floris van Wickenrode
- 2011 : Flikken Maastricht : Ernst van de Geest
- 2011 : Herinnert U Zich Deze Nog?! : Le déménageur
- 2012 : Dokter Deen (nl) : Marco
- 2012 : Ultimate Spider-Man, Avengers Assemble, Hulk and the Agents of S.M.A.S.H. & Guardians of the Galaxy : deux rôles (Captain America et Steve Rogers)
- 2012-2015 : SpangaS : Jesse de Ridder
- 2014 : Dokter Tinus : Sam Derks
- 2015 : Inside Out : le voteur
- 2016 : Trots en verlangen : David Groeneveld
- 2017 : Meisje van plezier (nl) : le client de l'hôtel
- 2017 : Centraal Medisch Centrum (nl) : Docteur Minderhout
- 2017 : Coco : Papa
- 2018 : Flikken Rotterdam (nl) : Michael Brisee
- 2019 : Keizersvrouwen, Women of the Night) : Ed
- 2019 : Judas (nl) : le courtier